# Anopinella consecta
Anopinella consecta là một loài bướm đêm thuộc họ Tortricidae. Nó được tìm thấy ở Ecuador.